# FC Chertanovo Moscú
El FC Chertanovo (del ruso: Черта́ново) es un club de fútbol ruso de la ciudad de Moscú, fundado en 1993. El club disputa sus partidos como local en el Arena Chertanovo y juega en la Segunda División de Rusia, el tercer nivel en el sistema de ligas ruso. El club pertenece al centro de educación físico-deportiva Chertanovo.

## Jugadores
Actualizado al 1 de septiembre de 2017, según la web PFL.